# BANAMER-Hochhaus

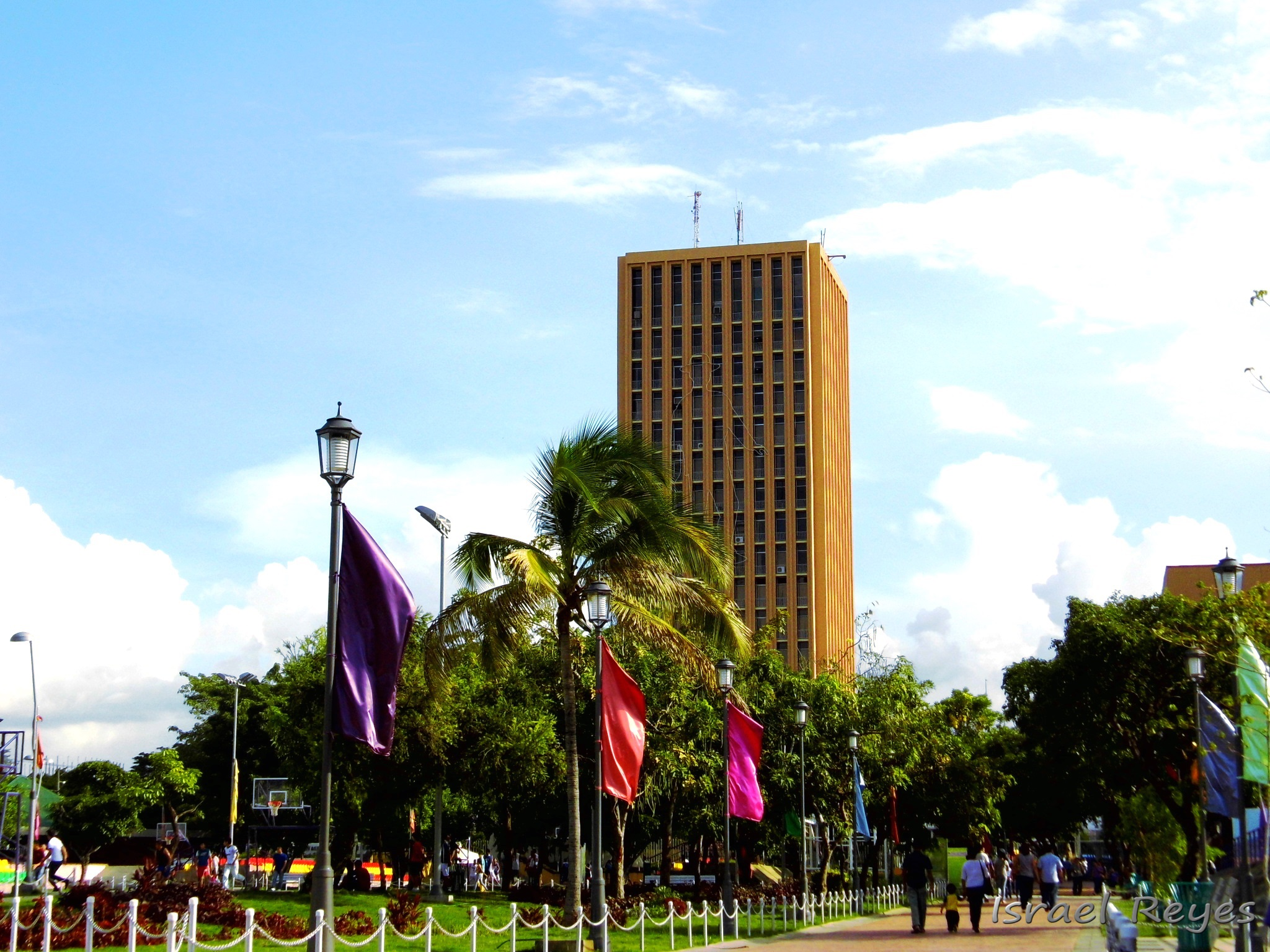
Ed. Benjamín Zeledón

Das BANAMER-Hochhaus (auch: Banamer-Hochhaus) ist ein 17-stöckiges Gebäude mit quadratischem Grundriss an der nordöstlichen Ecke der Kreuzung der Avenida Roosevelt mit der 4ª Calle Suroeste in Managua. Es war das einzige Hochhaus, welches das Erdbeben vom 23. Dezember 1972 an tragenden Teilen ohne Folgen überstanden hat. Es wurde um 2008 nach einer Generalsanierung nach dem Nationalhelden Benjamín Zeledón in Gebäude Benjamín Zeledón umbenannt.

## Erstellung
1952 beteiligte sich der Onkel von Carlos Pellas Chamorro, Carlos Pellas Benard, an der Gründung der Banco de América (BANAMER), deren Eigentümer Mitglieder der Partido Conservador de Nicaragua aus Granada und Carazo waren. Am 13. Februar 1968 erteilte die BANAMER den Bauauftrag mit einem Volumen von 20 Millionen Córdobas an die Arbeitsgemeinschaft aus Solórzano, Villa, Pereira (SOVIPE) und Cardenal Lacayo Fiallos S. A. (Carlafisa). Die Architekten waren Edward Stone aus den USA und Eduardo Chamorro Coronel aus Nicaragua. Edward Durell Stone hatte vorher das Museum of Arts & Design in New York, 1954 das Gebäude der US-Botschaft in Neu-Delhi und den United States Pavilion für die 1958 International Exposition in Brüssel entworfen. Etwa zeitgleich entwarf er das Aon Center in Chicago.
Für die Statik zeichnete Filadelfo Chamorro Bolaños verantwortlich. Die statischen Nachweise waren entsprechend der Bauordnung von Kalifornien zu führen. Als tektonische Belastung wurden die aufgezeichneten Werte des Bebens vom 31. März 1931 in Managua nachgewiesen. Finanziert wurde das Bauwerk durch die Wells Fargo Bank in San Francisco, Kalifornien, USA.
Baubeginn war im Frühjahr 1968. Das Bürogebäude wurde aus Stahlbeton errichtet, es hat eine Lobby und zwei Kellergeschosse. Zunächst wurde eine Pfahlgründung in die Sedimente des Ufers des Managuasees eingebracht, anschließend die beiden Kellergeschosse ausgehoben. Als Gründung wurde eine ausreichende Menge Beton eingebracht, welche den Schwerpunkt des Gebäudes nach unten verlagert und das Gebäude aufrecht im Grund schwimmen lässt. Ein Prinzip, welches ursprünglich in Mexiko angewandt wurde und sich bei vielen Gebäuden in Erdbebenzonen bewährt hat. Das Gebäude wurde Ende 1970 fertiggestellt und weiß gestrichen. Das erste Untergeschoss und die Lobby haben Wandverkleidungen aus Marmor. Das erste Untergeschoss konnte auch über Rolltreppen erreicht werden. Am 4. Dezember 1970 wurde das Gebäude durch Anastasio Somoza Debayle und Hope Portocarrero eröffnet.

## 1972 Erdbeben
Am 23. Dezember 1972 um 12:35 Uhr gab es in Managua ein Beben der Stärke 6,2 auf der Richterskala und zwei Nachbeben um 13:18 und 13:20 Uhr. Dieses zerstörte das Zentrum von Managua, das Gebäude der Banco de América blieb statisch unbeschädigt, einige Fenster und Marmorverkleidungen der Lobby gingen zu Bruch. Zwischen dem 14. und 17. Stockwerk brach Feuer aus, welches gelöscht werden konnte. Das nördlich angrenzende Casa Mántica wurde durch das Beben schwer beschädigt und 1973 abgetragen. Zwischen der Carretera a Masaya und der Avenida Roosevelt waren eine Reihe weniger beständige Hochhäuser errichtet worden. Später wurde festgestellt, dass in der Nähe des Gebäudes der Banco de América eine tektonische Spalte verläuft, welche Sistema de Fallas Los Bancos (SFLB) benannt wurde.
Dem BANAMER Hochhaus gegenüber steht das Gebäude der Banco Nacional de Nicaragua (BNN). Von der Banco Nacional de Nicaragua wurden 1975 12 der 16 Etagen rückgebaut. In das Gebäude der Banco Nacional de Nicaragua zog 1985 das Parlament von Nicaragua ein. Das Banco-de-América-Hochhaus wurde neu gestrichen.

## Junta de Gobierno de Reconstrucción Nacional
Bis 1979 wurde das Gebäude weiter als Bürogebäude der Bank genutzt. Die BANAMER wurde wie andere Privatbanken von der Junta de Gobierno de Reconstrucción Nacional (JGRN) verstaatlicht. Das Bankgebäude wurde der Sitz der Junta.

## Parlamentsgebäude
Bei den Wahlen am 4. November 1984 wurde Daniel Ortega zum Präsidenten von Nicaragua gewählt und er trat das Amt am 10. Januar 1985 an. Die bei den Parlamentswahlen gewählten Abgeordneten erhielten Büros im Banco-de-America-Hochhaus. Bis heute sind in dem Hochhaus die Büros der Abgeordneten, die Bibliothek des Parlamentes sowie Konferenzräume für verschiedene Ausschüsse des Parlamentes. Damals wurden die unteren Stockwerke bis zum 11. Stock genutzt. Die Stockwerke 12 bis 17 waren unverglast und von Tauben besiedelt. Die Aufteilung der Abgeordnetenbüros die Partido Liberal Constitucionalista (PLC) ist im ersten Untergeschoss. Das Parteienbündnis Alianza Liberal Nicaragüense (ALN) ist im dritten Obergeschoss. Die Büros der Abgeordneten der FSLN sind im fünften Obergeschoss. Die Büros der Abgeordneten des Movimiento Renovador Sandinista (MRS) sind im zehnten Obergeschoss.

## Renovierung
Ende 2007 wurde die Einzäunung entfernt, welche seit den 1980er Jahren die vier Seiten des Gebäudes bis zur Höhe der Lobby eingefriedet hatte. Im Mai 2008 beschloss das Präsidium des Parlaments, das Gebäude streichen und renovieren zu lassen. Nach einer Ausschreibung erhielt Sherwin-Williams den Auftrag, das Gebäude innen und außen mit Goldfarbe anzustreichen. Ebenfalls ausgeschrieben wurde eine Erneuerung der Fenster, der Marmorbeläge, der Beleuchtung, der Elektro- und Wasserinstallation.